# Gordaliza del Pino (kommun)
Gordaliza del Pino är en kommun i Spanien.   Den ligger i provinsen Provincia de León och regionen Kastilien och Leon, i den norra delen av landet, 240 km nordväst om huvudstaden Madrid. Antalet invånare är 283.